# Glycyphana gracilipes
Glycyphana gracilipes är en skalbaggsart som beskrevs av Moser 1914. Glycyphana gracilipes ingår i släktet Glycyphana och familjen Cetoniidae. Inga underarter finns listade i Catalogue of Life.